# Brazília a 2006. évi téli olimpiai játékokon
Brazília az olaszországi Torinóban megrendezett 2006. évi téli olimpiai játékok egyik részt vevő nemzete volt. Az országot az olimpián 4 sportágban 9 sportoló képviselte, akik érmet nem szereztek.

## Alpesisí
Férfi
| Versenyző       | Versenyszám            | 1. futam | 1. futam | 2. futam | 2. futam | Összesítés    | Összesítés    |
| Versenyző       | Versenyszám            | Idő      | Hely.    | Idő      | Hely.    | Idő           | Helyezés      |
| --------------- | ---------------------- | -------- | -------- | -------- | -------- | ------------- | ------------- |
| Nikolai Hentsch | Lesiklás               |          |          |          |          | 1:56,58       | 43.           |
| Nikolai Hentsch | Óriás-műlesiklás       | 1:27,78  | 34.      | 1:27,78  | 32.      | 2:55,56       | 30.           |
| Nikolai Hentsch | Szuperóriás-műlesiklás |          |          |          |          | nem ért célba | nem ért célba |

| Versenyző       | Versenyszám | Lesiklás | Lesiklás | Műlesiklás | Műlesiklás | Műlesiklás | Műlesiklás | Műlesiklás | Műlesiklás | Összesítés | Összesítés |
| Versenyző       | Versenyszám | Lesiklás | Lesiklás | 1. futam   | 1. futam   | 2. futam   | 2. futam   | Össz.      | Össz.      | Összesítés | Összesítés |
| Versenyző       | Versenyszám | Idő      | Hely.    | Idő        | Hely.      | Idő        | Hely.      | Idő        | Hely.      | Idő        | Helyezés   |
| --------------- | ----------- | -------- | -------- | ---------- | ---------- | ---------- | ---------- | ---------- | ---------- | ---------- | ---------- |
| Nikolai Hentsch | Összetett   | 1:45,42  | 50.      | kizárták   | kizárták   | kiesett    | kiesett    | kiesett    | kiesett    | kiesett    | kiesett    |

Női
| Versenyző       | Versenyszám      | 1. futam | 1. futam | 2. futam | 2. futam | Összesítés | Összesítés |
| Versenyző       | Versenyszám      | Idő      | Hely.    | Idő      | Hely.    | Idő        | Helyezés   |
| --------------- | ---------------- | -------- | -------- | -------- | -------- | ---------- | ---------- |
| Mirella Arnhold | Óriás-műlesiklás | 1:20,17  | 54.      | 1:29,00  | 43.      | 2:49,17    | 43.        |

## Bob
Férfi
| Versenyző                                                        | Versenyszám | 1. futam | 1. futam | 2. futam | 2. futam | 3. futam | 3. futam | 4. futam | 4. futam | Összesítés | Összesítés |
| Versenyző                                                        | Versenyszám | Idő      | Hely.    | Idő      | Hely.    | Idő      | Hely.    | Idő      | Hely.    | Idő        | Helyezés   |
| ---------------------------------------------------------------- | ----------- | -------- | -------- | -------- | -------- | -------- | -------- | -------- | -------- | ---------- | ---------- |
| Ricardo Raschini Márcio Silva Claudinei Quirino Edson Bindilatti | Négyes      | 1:00,31  | 25.      | 58,51    | 25.      | 1:00,12  | 25.      | kiesett  | kiesett  | 2:58,94    | 25.        |

## Sífutás
Férfi
| Versenyző     | Versenyszám | Eredmény | Helyezés |
| ------------- | ----------- | -------- | -------- |
| Hélio Freitas | 15 km       | 54:06,8  | 92.      |

Női
| Versenyző        | Versenyszám | Eredmény | Helyezés |
| ---------------- | ----------- | -------- | -------- |
| Jaqueline Mourão | 10 km       | 35:59,7  | 67.      |

## Snowboard
Snowboard cross
| Versenyző            | Versenyszám | Selejtező | Selejtező | Nyolcaddöntő | Negyeddöntő | Elődöntő | Döntő      | Helyezés |
| Versenyző            | Versenyszám | Idő       | Hely.     | Helyezés     | Helyezés    | Helyezés | Helyezés   | Helyezés |
| -------------------- | ----------- | --------- | --------- | ------------ | ----------- | -------- | ---------- | -------- |
| Isabel Clark Ribeiro | Női         | 1:30,12   | 6.        |              | 3.          |          | C-döntő 1. | 9.       |